# اره دای‌ساز

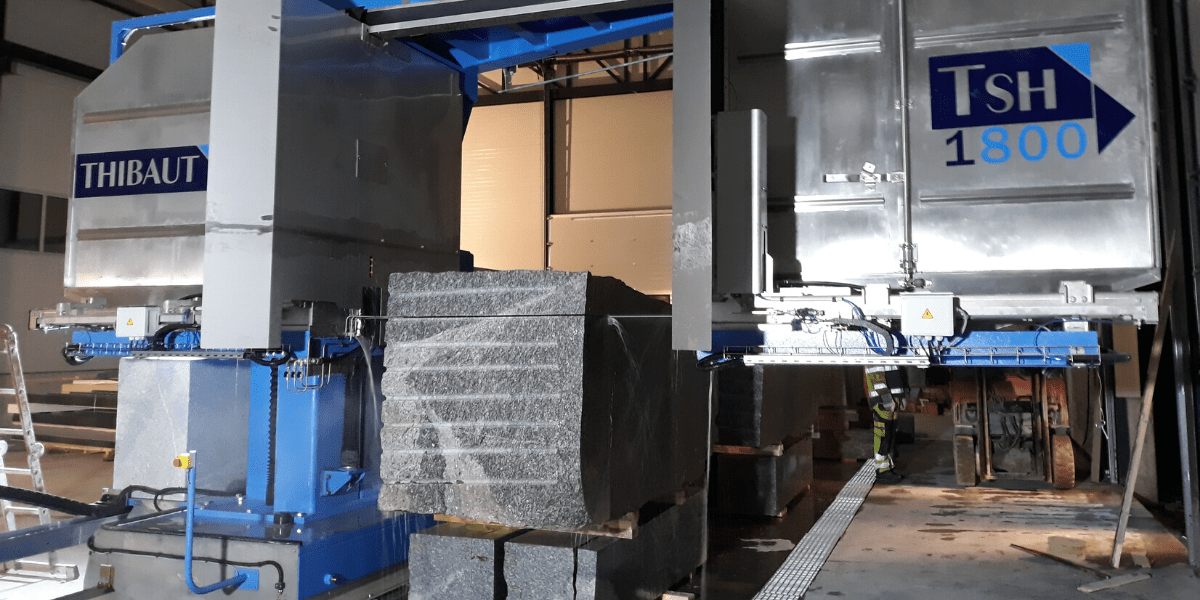
اره سیمی الماسی در صنعت سنگ

اره دای‌ساز (به انگلیسی: dicing saw) نوعی اره است که از یک دوک سرعت‌بالا مجهز به تیغه الماسی بسیار نازک یا سیم الماسی برای قطعه‌قطعه‌کردن، برش یا شیارکردن ویفرهای نیم‌رسانا و شیشه، سرامیک، بلور و بسیاری از انواع دیگر مواد، استفاده می‌کند.
ضخامت تیغه‌های برش مورد استفاده با مواد برش متفاوت است و هنگام برش ویفرهای سیلیکونی حدود ۲۰ میکرومتر تا ۳۵ میکرومتر است. شرکت‌های ژاپنی مانند دیسکو کورپوریشن و آکریتک (توکیو سیمیتسو) حدود ۹۰ درصد از فروش اره دای‌ساز را به خود اختصاص داده‌اند. در گذشته، برش ۱/۲ تا ۲/۳ ضخامت ویفر جریان تصلی بود؛ با استفاده از ویفرهای با قطر بزرگ بر روی نوار دای‌زنی، برش‌زنی تمام برش درحال تبدیل شدن به جریان اصلی است.